# Leszek Jaworski
Leszek Jaworski (ur. 26 października 1928 w Łodzi, zm. 26 grudnia 2011 w Poznaniu) – pułkownik pilot Wojska Polskiego.

## Życiorys
Urodził się 26 października 1928 w Łodzi. W rodzinnym mieście ukończył cztery klasy szkoły powszechnej. Podczas okupacji niemieckiej pracował przymusowo w fabryce Siemensa. Po wojnie kontynuował naukę w Wieczorowej Szkole Powszechnej nr 4 w Łodzi, a następnie pracował ucząc się jednocześnie w Gimnazjum i Liceum Ogólnokształcącym dla Dorosłych. Świadectwo dojrzałości otrzymał w roku 1949.
25 września 1949, po zdaniu egzaminów wstępnych, został przyjęty do eskadry oficerów rezerwy lotnictwa nr 26 przy Oficerskiej Szkole Lotniczej w Dęblinie. W 26 eskadrze ukończył kurs pilotażu. 3 września 1950 był promowany do stopnia chorążego. Pozostał w Oficerskiej Szkole Lotniczej jako instruktor pilotażu w eskadrze wyszkolenia podstawowego nr 3 bazującej w Dęblinie. W lipcu 1951 został przeniesiony do nowo powstałej 8 eskadry szkolnej w Białej Podlaskiej, gdzie w dalszym ciągu pełnił obowiązki pilota-instruktora. W czasie służby w Białej Podlaskiej wyszkolił 36 podchorążych.
17 lipca 1952 z powodu rozszczelnienia instalacji paliwowej w samolocie Po-2 przymusowo lądował w polu. W 1953 został przeniesiony do 9 eskadry szkolnej w Krzewicy na stanowisko dowódcy klucza.
W latach 1957–1958 był dowódcą 9 Eskadry Pilotażu Podstawowego w Przasnyszu. W 1958 został dowódcą 1 Eskadry Szkolnej Lotniczo-Technicznej 64 Lotniczego Pułku Szkolnego w Przasnyszu. W 1960 został zastępcą dowódcy 64 Lotniczego Pułku Szkolnego do spraw szkolenia lotniczego. 4 czerwca 1961 po raz drugi przymusowo lądował. Tym razem na samolocie PZL TS-8 Bies, w którym nastąpiła awaria silnika. W okresie od 24 maja do grudnia 1963 dowodził 64 Lotniczym Pułkiem Szkolnym w Przasnyszu.
15 lutego 1964 został starszym inspektorem techniki pilotowania lotnictwa transportowego i łącznikowego w Dowództwie Lotnictwa Operacyjnego w Poznaniu, a od 1968 w Dowództwie Wojsk Lotniczych w Poznaniu. 16 października 1978 został zwolniony z zawodowej służby wojskowej i przeniesiony do rezerwy.
Był pilotem wojskowym klasy mistrzowskiej. Na swoim koncie ma nalot ponad 5400 godzin oraz 14 skoków spadochronowych. Mieszkał z żoną Krystyną w Poznaniu. Miał dwoje dzieci: córkę Jolantę i syna Jacka, który założył własną rodzinę. Pasjonował się literaturą historyczną.
W latach 1973–1978 ukończył studia na Wydziale Prawa i Administracji Uniwersytetu im. Adama Mickiewicza w Poznaniu. Społecznie pracował w Stowarzyszeniu Seniorów Lotnictwa Wojskowego RP. Zmarł 26 grudnia 2011 w Poznaniu w wieku 83 lat. Pogrzeb odbył się w dniu 29 grudnia 2011 na cmentarzu parafialnym w Puszczykowie k. Poznania.

## Ordery i odznaczenia
- Krzyż Kawalerski Orderu Odrodzenia Polski - 1973[potrzebny przypis]
- Złoty Krzyż Zasługi - 1968